# Hong Kong Monetary Authority
Die Hong Kong Monetary Authority, kurz HKMA (chinesisch 香港金融管理局, Pinyin Xiānggǎng Jīnróng Guǎnlǐjú, Jyutping Hoeng1gong2 Gam1jung4 Gun2lei5guk6 – „Behörde der Finanzregulierung“, kurz 金管局,  Jīnguǎnjú, Jyutping Gam1gun2guk6), ist Hongkongs Währungsamt und de facto Hongkongs Zentralbank. Sie wurde am 1. April 1993 gegründet. Als Hauptziele nennt die HKMA das Erhalten der Währungsstabilität und Hongkongs Status als internationales Finanzzentrum, die Förderung der Stabilität des Finanzsystems und die Verwaltung des Exchange Fund, ein Fonds mit Währungsreserven. Als geldpolitische Institution gibt Hongkongs Währungsamt die HKMA keine Banknoten heraus. Diese Aufgaben, das Notenprivileg, hat sie drei lokalen Banken, die Hongkong and Shanghai Banking Corporation (HSBC), die Standard Chartered Bank und die Bank of China, übergeben. Eine Ausnahme macht die HKMA jedoch bei den Zehn-Hongkong-Dollar-Münzen und den selten gewordenen Zehn-Hongkong-Dollar-Scheine. Die HKMA allein gibt die Zehn-Hongkong-Dollar-Münzen heraus und behält sich das Recht vor neben den drei Handelsbanken Neuausgabe von Zehn-Hongkong-Dollar-Scheine zum besonderen Anlass zu emittieren. Der Sitz der Behörde befindet sich im Two International Finance Centre (Two IFC), ein Hochhausgebäude im Hongkongs Finanz- und Geschäftszentrum Central, wo im gleichen Gebäude auch das Besucherzentrum des HKMAs sich befindet mit Ausstellung und Information für Interessierten.

## Entstehung
Am 1. April 1993 wurde die Hong Kong Monetary Authority (HKMA) gegründet. Die beiden bis dahin separat existierende Aufsichtsstellen das Office of the Exchange Fund (外匯基金管理局 – „Büro des Hongkong Devisenfonds“) und das Office of the Commissioner of Banking (銀行業監理處 – „Büro des Beauftragten für Banken“) wurden dabei zu einer Institution vereint. Dies geschah mit dem Ziel eine einzige Institution in Hongkong zu erschaffen, um die Aufgaben einer Zentralbank besser ausführen zu können.

## Aufgaben und Ziele

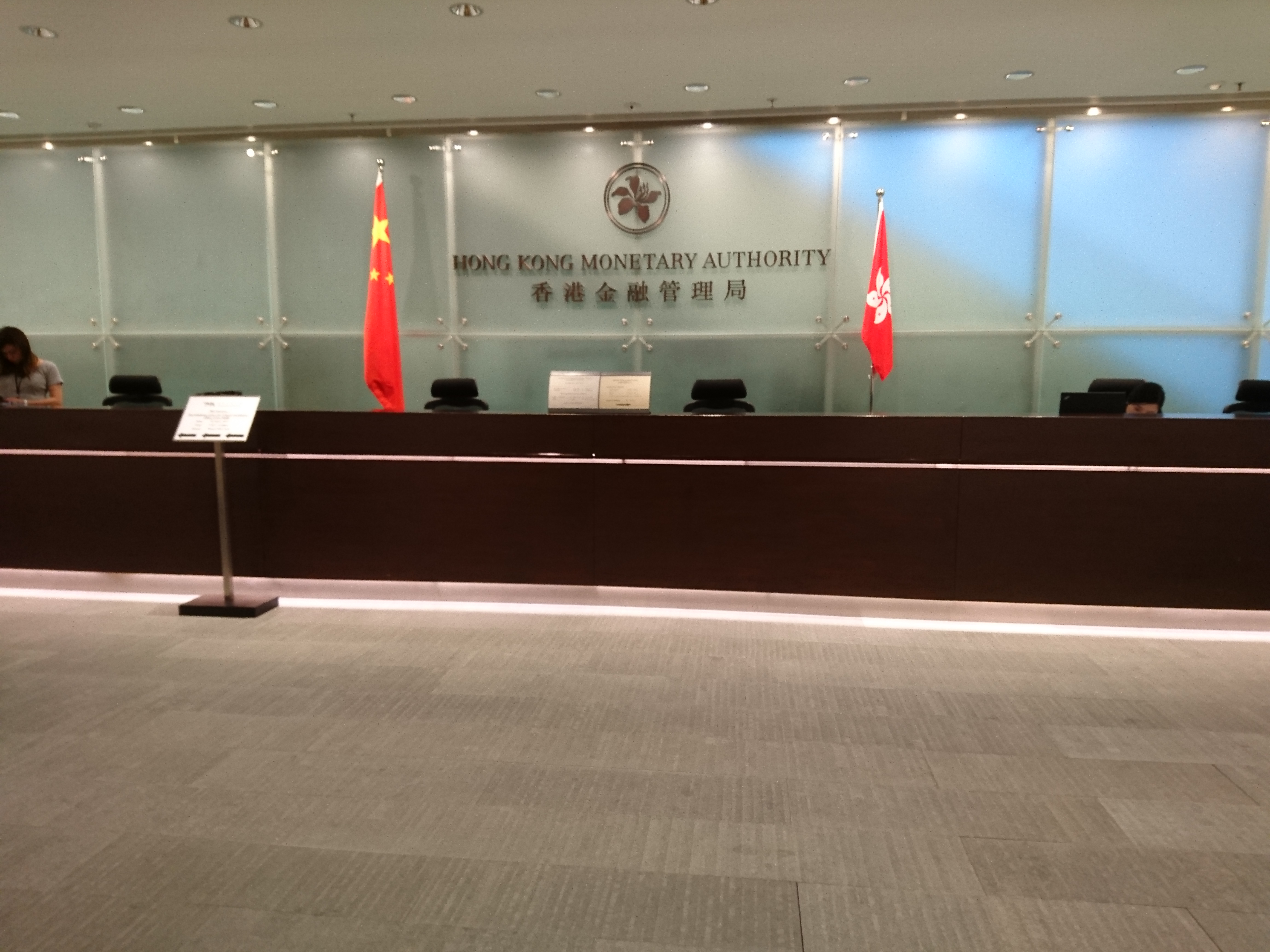
HKMA – Empfang (2017)

Die geldpolitischen Ziele, die der HKMA verfolgt, werden vom Chef der Hongkonger Finanzbehörde, dem Financial Secretary (財政司司長, kurz 財長), festgelegt, dem die HKMA direkt unterstellt ist. Trotzdem steht es der Geschäftsleitung der HKMA, dem Geschäftsführer (Chief Executive), frei mit welchen Methoden und Strategien diese vorgegebenen Ziele erfüllt werden.

### Währungsstabilität
Die HKMA soll die Währungsstabilität erhalten. Um dies zu erreichen, soll der Wechselkurs des Hongkong-Dollar zur Ankerwährung US-Dollar konstant 1 US$ zu 7,8 HK$ sein.
Wenn es eine Verringerung in der Nachfrage nach HK$ gibt, kauft die HKMA HK$. Wenn es dann aber wieder eine Steigerung an Nachfrage nach HK$ gibt, werden diese wieder verkauft. Eine stabile feste Anbindung des HK-Dollars an den US-Dollar soll beispielsweise durch diesen direkten Eingriff am Geld- und Finanzmarkt oder auch mit Hilfe von anderen finanzpolitischen Instrumente sichergestellt werden.

#### Linked Exchange System
Bereits seit 1983 gilt das Linked Exchange Rate System, ein Wechselkursarrangement. Dieses verlangt, dass die gesamte Geldmenge an HK$ zu jedem Zeitpunkt zur Gänze durch US-Dollar gedeckt sein muss. Wenn eine der drei dazu befugten Banken Geld druckt, muss der Gegenwert in US-Dollar in den Exchange Fund eingezahlt werden.

### Stabilität der Banken
Die HKMA hat die Aufgabe das Bankwesen in Hongkong zu regulieren und zu überwachen. Zudem ist die HKMA dazu befugt, Banken in Hongkong zu genehmigen. In Hongkong gibt es zu der Bankengenehmigung ein Drei-Schichten-System. Das heißt, dass es drei verschiedene Banktypen gibt, die alle unterschiedliche Rechte haben. Bei wichtigen Genehmigungen ist die HKMA verpflichtet, das Financial Secretary zur Beratung hinzu zu ziehen. Ausländische Banken können ohne Einschränkungen in Hong Kong agieren.

### Erhaltung des Status Hongkongs als internationales Finanzzentrum

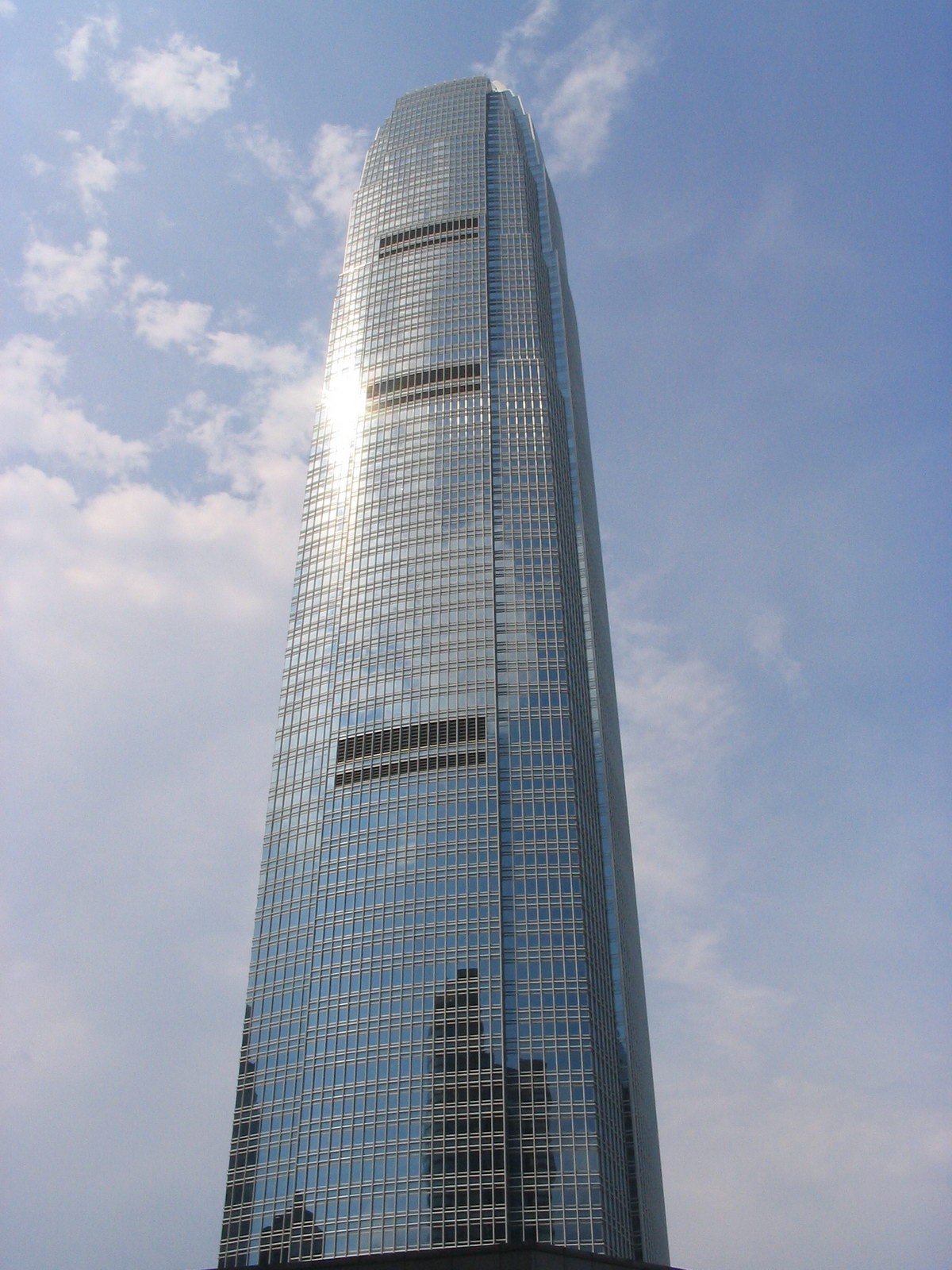
HKMA – Two IFC (2006)

Um die Erhaltung des Status Hongkongs als internationales Finanzzentrum zu erreichen, nennt die HKMA als Ziele die Erhaltung und Entwicklung von Hongkongs Finanzinfrastruktur, die Förderung des Vertrauens in Hongkongs Finanzsystem und die Förderung von Marktentwicklungsinitiativen. Bisher habe man durch die Gründung der HKMA unter anderem das Verständnis der internationalen Wirtschaft und der Finanztrends erhöhen können. Zudem ist die HKMA in den letzten Jahren verschiedene Rückkaufvereinbarungen mit vorwiegend asiatischen Zentralbanken eingegangen.

#### Beteiligung an folgenden internationalen Gruppierungen
- Asian Development Bank (ADB)
- Asia-Pacific Economic Cooperation (APEC)
- Bank of International Settlements (BIS)
- Basel Committee on Banking Supervision (BCBS)
- Executives’ Meeting of East Asia and Pacific Central Bank (EMEAP)
- Financial Stability Board (FSB)
- SEANZA[17]

### Exchange Fund

#### Geschichte

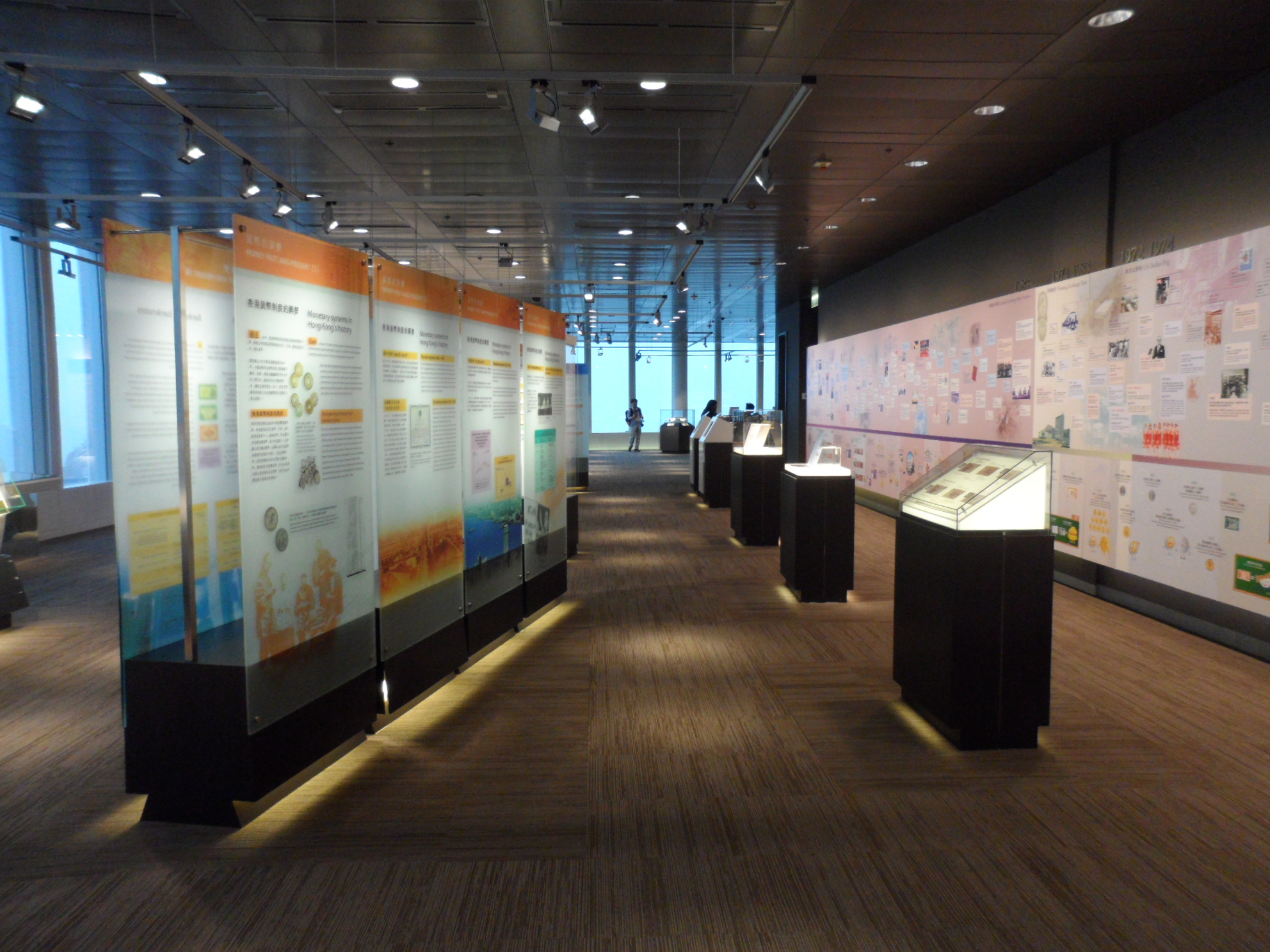
HKMA – Besucherzentrum
Info- und Ausstellungsbereich (2013)

Der Hong Kong Exchange Fund wurde bereits 1935 von der Currency Ordinance eingerichtet. Zunächst sollte in dem Exchange Fund sämtliche Bardeckung zum ausgegebenen Papiergeld verwaltet werden. 1976 überträgt der Staat dann nicht nur die Haushaltsreserven in den Fund, sondern auch das Vermögen des Staats in ausländischen Währungen, um so das Risiko zu verringern und das Management des staatlichen Vermögens zu zentralisieren. Außerdem wurde sämtliche Bardeckung zum ausgegebenen Münzgeld eingezahlt. Die eingezahlten Haushaltsreserven dürfen jedoch nicht dauerhaft genutzt werden und müssen, wenn dies gefordert wird, zurückgezahlt werden.
Am 1. November 1998 wurde dann das gesamte Finanzvermögen des im Jahre 1986 gegründeten Land Fund in den Exchange Fund eingezahlt. Dieses verlief sich auf 211,4 Milliarden HK$.

#### Verwaltung des Exchange Fund
Das Financial Secretary beauftragte die HKMA mit dem Nutzen und dem Investitionsmanagement des Exchange Funds. Hauptziel ist dabei die Beeinflussung des Wechselkurs des HK$.

## Geschäftsführer – Chief Executive
| Name             | Jahrgang | Langzeichen | Kurzzeichen | Pinyin      | Jyutping      | Bild | Signatur | Amtsbeginn   | Amtsende       | Dienstherr                                                         |
| ---------------- | -------- | ----------- | ----------- | ----------- | ------------- | ---- | -------- | ------------ | -------------- | ------------------------------------------------------------------ |
| Joseph C.K. Yam  | * 1948   | 任志剛      | 任志刚      | Rén Zhìgāng | Jam6 Zi3gong1 |      |          | 1. Apr. 1993 | 30. Sept. 2009 | Sir Hamish Macleod Donald Tsang Antony Leung Henry Tang John Tsang |
| Norman T.L. Chan | * 1954   | 陳德霖      | 陈德霖      | Chén Délín  | Can4 Dak1lam4 | —    |          | 1. Okt. 2009 | 30. Sept. 2019 | John Tsang Paul Chan                                               |
| Eddie W.M. Yue   | * 1965   | 余偉文      | 余伟文      | Yú Wěiwén   | Jyu4 Wai5man4 | —    |          | 1. Okt. 2019 | —              | Paul Chan                                                          |

Quelle: Hong Kong Monetary Authority

## Weiterführende Literatur
- Jun Jie Woo: Business and Politics in Asia’s Key Financial Centres. Hong Kong, Singapore and Shanghai. 1. Auflage. Springer, Singapur 2015, ISBN 978-981-287-985-1 (englisch, eingeschränkte Vorschau in der Google-Buchsuche).